# Lysandra polonus
Lysandra × polonus is een vlinder uit de familie van de Lycaenidae. De wetenschappelijke naam van dit taxon werd in 1845 als Polyommatus polonus gepubliceerd door Philipp Christoph Zeller. Het taxon is waarschijnlijk een natuurlijke kruising tussen het Adonisblauwtje en het bleek blauwtje.
Deze hybride komt voor in delen van Midden- en Zuid-Europa.